# Jamey Jasta
Jamey Jasta, né James Shanahan le 7 août 1977, est un chanteur américain, et fondateur des groupes Hatebreed et Kingdom of Sorrow. Il est également apparu en tant que guest dans quelques projets du groupe Asesino sous le pseudonyme El Odio. Jasta dirige Stillborn Records, un label discographique hardcore et metal situé à West Haven.

## Biographie
En 2005, il participe au morceau Turns to Gray de l'album One Nation Underground du groupe Ill Nino. Il présente le Headbangers Ball sur MTV entre 2003 et 2007, et anime les Metal Hammer Golden God Awards de 2007.
Vers 2011, il se décide à commencer une carrière solo avec son premier album prévu pour l'été 2011 : Jasta. Il y invite un grand nombre de guest stars sur beaucoup de chansons telles que Phil Labonte de All That Remains, Randy Blythe et Mark Morton de Lamb of God, Tim Lambesis de As I Lay Dying, Zakk Wylde de Black Label Society ainsi que le skateur et chanteur Mike Vallely. En 2012, il participe au morceau Eyez de l'album Murdered Love du groupe POD. En 2014, il participe au titre Pop Bubble avec Body Count, le groupe metal d'Ice T à l'occasion du nouvel album Manslaughter. Le 14 août 2014, Jamey Jasta lance le podcast Jasta Show.

## Discographie
- 2011 : Jasta